# Guadalupe, Antioquia
Guadalupe är en ort i Colombia.   Den ligger i departementet Antioquía, i den nordvästra delen av landet, 280 km nordväst om huvudstaden Bogotá. Guadalupe ligger 1 851 meter över havet och antalet invånare är 1 734.
Terrängen runt Guadalupe är kuperad åt sydväst, men åt nordost är den bergig. Runt Guadalupe är det ganska glesbefolkat, med 28 invånare per kvadratkilometer. Närmaste större samhälle är Gómez Plata, 14,9 km söder om Guadalupe. Omgivningarna runt Guadalupe är en mosaik av jordbruksmark och naturlig växtlighet.